# I Belong to You (Il Ritmo Della Passione)
I Belong to You (Il Ritmo Della Passione) – piosenka pop stworzona przez Erosa Ramazzotti, Anastacię, Karę DioGuardi i Kaballà na trzynasty album Ramazzottiego Calma Apparente (2005) oraz pierwszy album kompilacyjny Anastacii Pieces of a Dream (2005). Wyprodukowany przez Claudia Guidett’a i Erosa Ramazzotti, utwór wydany został jako drugi singel z obydwu krążków dnia 19 stycznia 2006 w większości krajów świata oraz 27 stycznia 2006 w krajach europejskich.

## Informacje o singlu
„I Belong to You (Il Ritmo Della Passione)” to ballada popowa, w której Anastacia śpiewa w języku angielskim, zaś Ramazzotti w języku włoskim bądź hiszpańskim. W tym celu nagrane zostały dwie wersje piosenek; hiszpański tytuł utworu brzmi „I Belong to You (El Ritmo de la Pasion)”. Hiszpańskojęzyczna wersja kompozycji umieszczona została na hiszpańskich wydawnictwach obydwu artystów oraz CD singlu.
Singel nigdy nie został wydany w Wielkiej Brytanii, Irlandii oraz Francji.

## Listy utworów i formaty singla
Europejski CD singel
1. „I Belong to You (Il Ritmo Della Passione)” – 4:28
2. „I Belong to You (El ritmo de la pasion)” – 4:27

Europejski CD-maxi singel
1. „I Belong to You (Il Ritmo Della Passione)” – 4:28
2. „I Belong to You (El ritmo de la pasion)” – 4:27
3. „I Belong to You (Il Ritmo Della Passione)” [Videoclip]
4. „I Belong to You (El ritmo de la pasion)” [Videoclip]

## Teledysk
Teledysk do singla nagrywany był w dniach 21–22 listopada 2005 w Rzymie, we Włoszech oraz reżyserowany przez Dona Allana. W klipie Anastacia i Ramazzotti grają włoskich kochanków.

## Pozycje na listach
| Lista przebojów (2006)   | Najwyższa pozycja |
| ------------------------ | ----------------- |
| Austria Singles Chart    | 2                 |
| Belgia Singles Chart     | 2                 |
| Holandia Top 40 Chart    | 7                 |
| Niemcy Singles Chart     | 1                 |
| Szwajcaria Singles Chart | 1                 |
| Włochy Singles Chart     | 2                 |
| United World Chart       | 19                |